# NGC 7496
NGC 7496 ist eine Balken-Spiralgalaxie mit aktivem Galaxienkern vom Hubble-Typ SBb im Sternbild Kranich am Südsternhimmel. Sie ist schätzungsweise 73 Millionen Lichtjahre von der Milchstraße entfernt und hat einen Durchmesser von etwa 70.000 Lichtjahren.
Das Objekt wurde am 5. September 1834 von dem Astronomen John Herschel mit seinem 18,7 Zoll-Spiegelteleskop entdeckt und später von Johan Dreyer in seinen New General Catalogue aufgenommen.

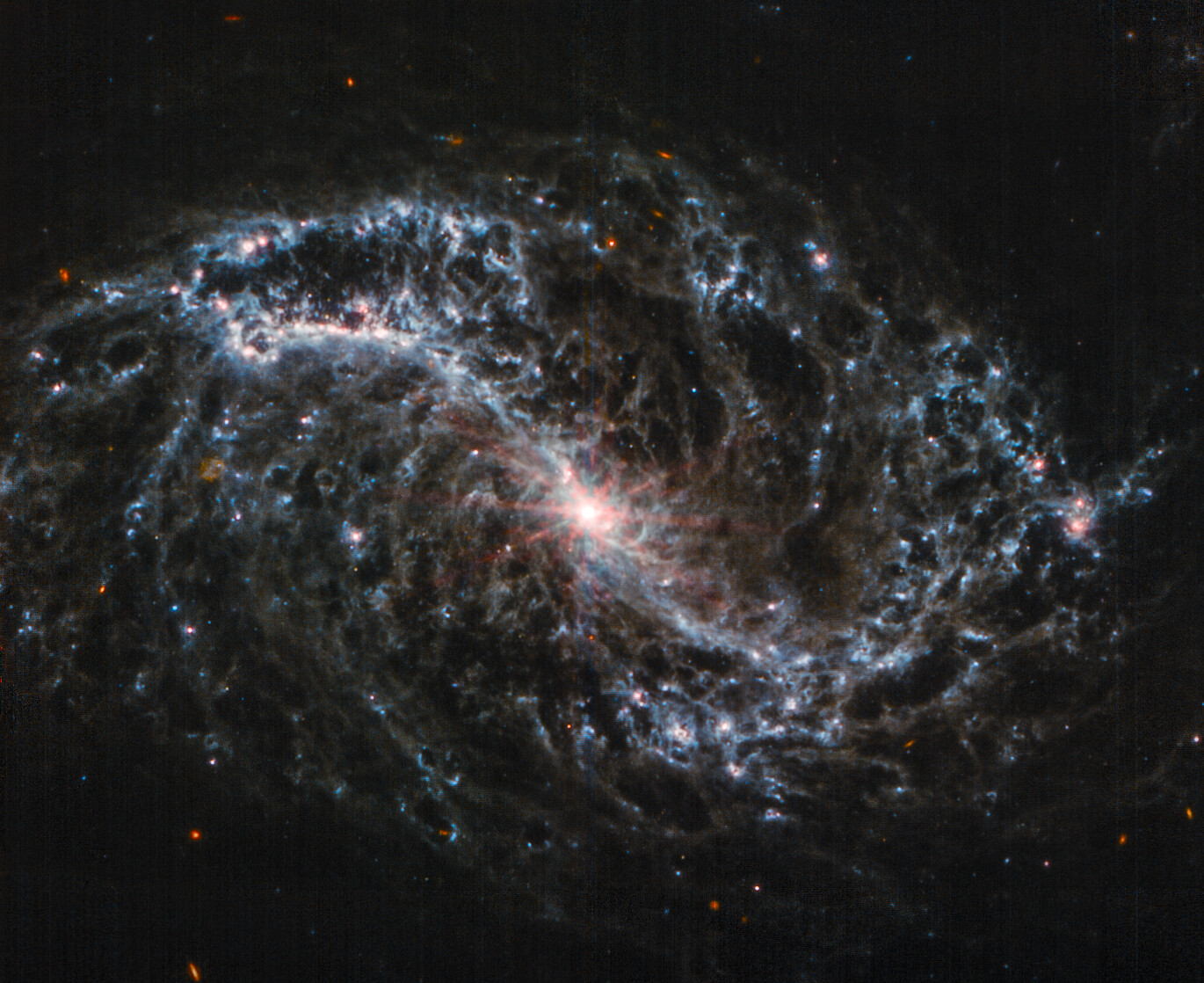
Infrarotaufnahme mithilfe des James Webb-Weltraumteleskops, in dieser ist der interstellare Staub zu erkennen
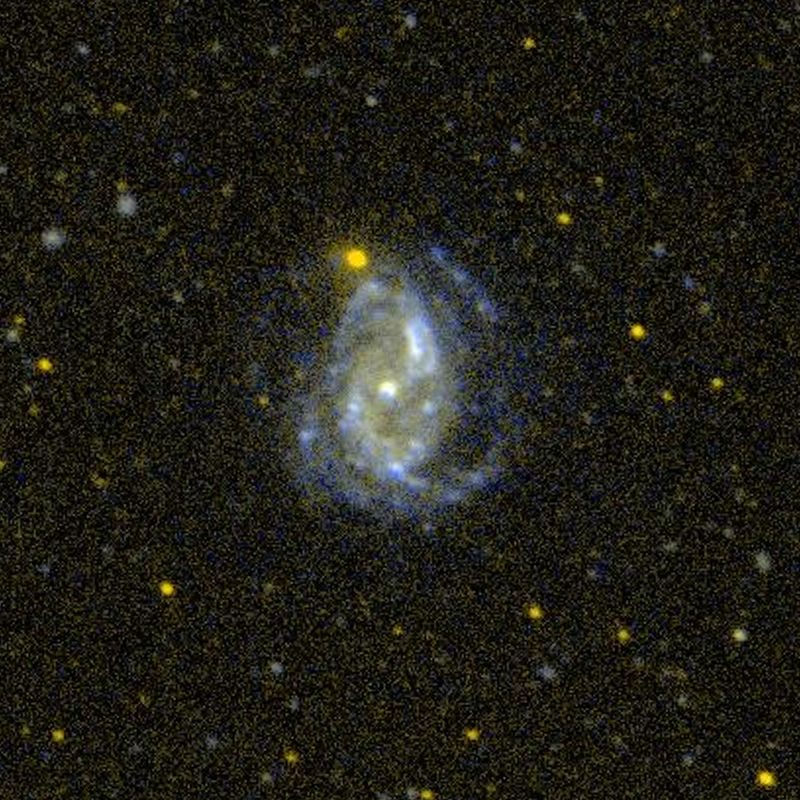
Ultraviolettaufnahme mithilfe von GALEX, ältere Sterne erscheinen gelblich, jüngere bläulich